# One Step Closer
"One Step Closer" är nu metal-bandet Linkin Parks debutsingel som släpptes år 2001 och den andra låten på deras första album, Hybrid Theory. Det är även låten som startade bandets berömmelse, speciellt inom rockpubliken. Det är också en av bandets mest kända låtar.

## Bakgrund
Originaltiteln för låten var "Plaster" (en tidigare version kan hittas på internet med namnet "Plaster"). Bandet säger att de skapade låten medan de kämpade med "Runaway", den sjätte låten på albumet Hybrid Theory. Singeln släpptes i början av 2001, där den fick bra respons i Australien, medan den bara fick medelmåttig respons i Storbritannien och USA.  
I låten rappar Mike Shinoda några rader i refrängen, medan Bennington sjunger och skriker sina egna rader. Shinodas rader är överdubbade med några extra skrik från Bennington som spelades in i en studio, som överröstar Mike Shinodas rapping något.
Det finns en remix av "One Step Closer" på Linkin Parks remixalbum Reanimation, som har titeln "1Stp Klosr", gjord av  The Humble Brothers och Korns huvudsångare Jonathan Davis. Remixen följdes av låtens demoversion av remixen och en radioversion av demon. 
"One Step Closer" är en av Linkin Parks mest kända låtar.

## Livespelningar
Ända tills 2007 har Linkin Park ställt in varje konsert som skulle ha haft "One Step Closer" med i konserten, förutom vid Live 8 och deras livespelning vid Summer Sonic.
Under bandets 2007 turné blev One Step Closer den första låten på Linkin Parks spelningar, och Reanimation-versen togs bort. Den hade ett förlängt intro vilket Mike Shinoda spelade på en kompgitarr.
År 2008 kom ett förlängt outro, men då spelades den inte som den första låten, utan blev oftast spelad som den sista.